# Transjugulární intrahepatální portosystémová spojka
Transjugulární intrahepatální portosystémová spojka (TIPS) je metodou intervenční radiologie sloužící ke snížení portální hypertenze zejména u pacientů s dlouhodobě nekontrolovatelným krvácením z jícnových varixů nebo s refrakterním ascitem. Spočívá ve vytvoření spojky, kanálu, zkratu mezi portálním řečištěm (povodí cév před játry) a systémovým řečištěm (dolní dutou žilou). Provádí se miniinvazivně, tzn. jen pomocí nástrojů zavedených do žil. (transjugulárně). Tato symptomatická léčba není metodou první volby zejména pro riziko výskytu či zhoršení jaterní encefalopatie, jiné mnohé komplikace a v neposlední řadě vysokou cenu. Zakladatelem TIPS je Josef Raš, český lékař, který v exilu poprvé vyslovil myšlenku tohoto teraputického postupu. Prvního klinického užití se tato metoda dočkala v roce 1988 (G.Richter et.al., Freiburg) a její indikace se díky narůstajícím zkušenostem rozšiřuje.

## Portální hypertenze
Portální hypertenze (PH) je ve zkratce následkem ztíženého odtoku krve z portálního řečiště. Příčiny lze dělit dle lokalizace na prehepatální, hepatální a posthepatální, z nichž nejčastější je hepatální typ při cirhotické přestavbě jater. Ta je v našich poměrech nejčastěji způsobena virovými hepatitidami, alkoholovým abusem, nejrůznějšími metabolickými chorobami, cholestázou apod. Závažnost cirhózy lze hodnotit dle Child-Plughovy klasifikace (hladina bilirubinu, albuminu, INR, ascités, encefalopatie). Cirhóza na sebe váže další komplikace, jako je jaterní encefalopatie, hemoragická diatéza, snížené hladiny bílkovin, ascités, které někdy ztěžují nebo znemožňují provedení TIPS. Diagnostika PH se opírá o průkaz zvýšeného tlaku v portální žíle, a to volně nebo v zaklínění. Hodnota rozdílu mezi tlakem v portálním a systémovém řečišti 13 mmHg již signalizuje vysokou pravděpodobnost krvácení z jícnových varixů. Dále lze pro diagnózu PH použít UZ v reálném čase, kterým můžeme hodnotit i náplň v.portae, v. lienalis či přítomnost dilatovaných portokaválních anastomóz, nebo jiné metody prokazující dilatované jícnové varixy (endoskopie, kontrastní rtg jícnu).

## Indikace
Pacienti indikovaní k TIPS by měli disponovat určitou funkční rezervou jaterního parenchymu.

### Krvácení z jícnových varixů
V případě, že se akutní situaci nepodařilo zvládnout jinými běžnými postupy, tj. po oběhové stabilizaci co nejrychlejší endoskopie se sklerotizací nebo ligací popř. koilizací varixů, balónková tamponáda (max.24h), podávání terlipressinu (1mg/4h i.v.), event. opakování endoskopie.

### Ascites
který neodpovídá na běžnou léčbu spironolaktonem či punkcemi. Ascités lze symptomaticky léčit i chirurgickými metodami jako ručně ovládaná peritoneourinární drenáž nebo peritoneovenózní shunty, před kterými TIPS vyniká svou neinvazivitou.

### Další
Budd-Chiariho syndrom, hepatorenální syndrom, dekomprese v. portae před transplantací jater.

## Kontraindikace
- absolutní: neprokázaná PH, pravostranné srdeční selhání s vysokým centrálním žilním tlakem, polycystóza jater;
- relativní: jaterní selhání s encefalopatií, aktivní infekce jater či peritonitis, stenóza a. hepatica, hepatocelulární karcinom, trombóza v. portae;
- technické: trombóza žilního přístupu na místo zavedení spojky, kavernózní přestavba v. portae.

## Příprava pacienta
U akutního krvácení se musí dosáhnout oběhové stability. Dále před provedením TIPS je nutné zjistit jaterní, popř. ledvinné selhání, provést krevní testy, popř. je upravit do normy (INR pod 1,8 a trombocyty nad 50 000 v mikrolitru) např. pomocí mražené plazmy, testovat latentní jaterní encefalopatii, podat profylakticky ATB, nakřížit krev a připravit si případné krevní transfúze. Pacient je na lačno 4–6 hodin. Během výkonu se monitoruje EKG, krevní tlak a saturace kyslíkem.

## Zobrazení
Dynamické CT (počítačová tomografie)nebo lépe MR (magnetická rezonance) jater nám dobře ozřejmí anatomické vztahy jaterních cév. Těsně před výkonem se pak zaměřuje pravá či levá v. jugularis interna. Nutná je portografie provedená vstříknutím oxidu uhličitého do jaterní žíly pomocí zaklíněného dvouluminiscenčního katetru již během výkonu. Portografii lze též provést nastříknutím kontrastní látky do a. mesenterica superior nebo a. lienalis. Celý výkon je veden pod skiaskopií.

## Výkon
Lékař zavede vodič z v. jugularis interna do dolní duté žíly. Po něm zavede katetr, kterým nasonduje pravou jaterní žílu. Sem zavede vodič, katetr i 10F sheat. Dalším katetrem 5F provede měření tlaku v zaklínění (tím se zjistí tíže portální hypertenze) a injekcí CO2 zobrazí portální řečiště. Pole sleduje z přední a boční projekce skiaskopií. Samotná punkce se vede směrem k pravé větvi porty, ventrokaudálně podél páteře asi 2–3cm. Tuto část výkonu, nejnáročnější na zkušenosti, lze monitorovat UZ (ultrasonografie) nebo vstříknutím jodové KL do nebo kolem větví porty podle toho, kde se jehla nachází. Když má operatér pocit, že proniknl do větve porty, aspiruje stříkačkou s KL a při objevení krve injektuje KL. Zobrazí-li se větev porty, 5F katetrem zavede tuhý vodič opatrně až do v. portae. Zobrazí ještě přímo portální řečiště, aby se přesvědčil, že nedošlo k perforaci stěny, a změří tlak ve v. portae a porovná s tlakem jaterní žíly. Přitom lze zobrazit i varixy v jícnu nebo žaludku, které je možné intervenčně embolizovat. Poté dilatuje kanál katetrem nebo balonkem (v závislosti na tuhosti jaterní tkáně) na 8–10mm (dle předchozích epizod jaterní encefalopatie, věku atd.). Pomocí kalibračního katetru si změří délku kanálu a vybere příslušný stent (kovová spirála držící tvar, vytvoří se tak stálý kanál) nebo stentgraft (je stent potažený zevnitř nebo zvenku biologickým nebo umělým materiálem, který tak vytvoří stěnu kanálu, spojky). Ten se zavede a samoexpanzí upevní.

## Komplikace
Mezi četné komplikace patří
- nesnáze při punkci jugulární žíly (pneumothorax);
- arytmie při průchodu pravou síní;
- nemožnost sondáže pravé jaterní žíly;
- neschopnost punkce větve porty;
- její nesprávná punkce (do větve a. hepatica, která může začít krvácet, nebo do žlučovodu);
- extrahepatální lacerace portální žíly (může být fatální, nutno balonkem zastavit krvácení, urychleně zavést graft a připravit se na velké krevní ztráty i s pomocí anesteziologa);
- zvýšený srdeční preload, oběhová nestabilita, plicní edém;
- zhoršená jaterní encefalopatie, kterou může řešit zavedení nízkoproteinové stravy, podávání laktulózy, zastavení krvácení do horního GIT, popř. zúžení lumen TIPS;
- akutní trombóza TIPS, která často navazuje na komunikaci TIPSu s intrahep. žlučovodem, popř. použití nepokrytého stentgraftu. Též se vyskytuje u nemocných s Budd-Chiariho syndromem, kteří nebyli uvedeni do warfarinové terapie;
- chronická stenóza TIPS se vyskytuje asi v polovině případů, a to nejčastěji v podobě pseudointimální reakce, stenóze v místě jaterní žíly, popř. obojího.

## Výsledky
Statistiky hovoří až o 98% technické úspěšnosti (tj. dosažení portosystémového gradientu pod 12 mmHg). Znatelná redukce ascitu během 1 měsíce probíhá v 50–90 % případů. Obecně nemocní léčení pomocí TIPS mají delší a kvalitnější přežívání než ti, kteří podstoupili jiný způsob léčby. Úmrtnost během 1. měsíce po nekomplikovaném výkonu je minimální nebo žádná. Při perioperačním krvácení je úmrtnost 3–30% během prvního měsíce. S horším zařazením pacienta s cirhózou do Child-Plughovy klasifikace klesá jeho roční přežití od 75 % (A) ke 45 % (C). Provádění TIPS po transplantaci jater přináší benefit jen okrajově.